# Приске, Аугуст
Аугуст Приске Флюгер (дат. August Priske Flyger; род. 23 марта 2004, Генк, Фламандский регион) — датский футболист, нападающий клуба «Мидтьюлланн», выступающий на правах аренды за нидерландский «Эйндховен».
Отец Аугуста — известный датский футболист и тренер Бриан Приске.

## Клубная карьера
Приске — воспитанник клубов «Стенсбалле», «Хорсенс», «Копенгаген» и «Мидтьюлланн». В 2021 году игрок был включён в заявку основной команды и почти сразу был отдан в аренду в команду дублёров нидерландского ПСВ. 10 января в матче против «Алмере Сити» он дебютировал в Эрстедивизи. По окончании аренды Приске вернулся в «Мидтьюлланн». 6 августа 2023 года в матче против «Люнгбю» он дебютировал в датской Суперлиге.
Летом того же года Приске был арендован клубом «Эйндховен». 25 августа в матче против НАК Бреда он дебютировал за новую команду. В этом же поединке Аугуст забил свой первый гол за «Эйндховен».